# Newry City Ladies Football Club
Il Newry City Ladies Football Club, noto anche come Newry City L.F.C., è una squadra di calcio femminile nordirlandese con sede a Newry, associata alla squadra maschile del Newry City Athletic Football Club. Ha vinto una Women's Premiership, massima serie del campionato nordirlandese femminile di calcio e ha partecipato a un'edizione della UEFA Women's Champions League.

## Storia
La squadra fu fondata nel 2011 come sezione femminile del Newry City Football Club e fu iscritta in Division 4, il sesto livello del campionato nordirlandese femminile di calcio. Dopo due promozioni consecutive, sul finire del 2012 la squadra fu dismessa come conseguenza della dissoluzione del Newry City. La squadra fu ricostituita e affiliata al neocostituito Newry City Athletic Football Club. Il Newry City continuò la sua scalata al campionato nordirlandese, finché al termine della stagione 2014 conquistò la promozione in Women's Premiership, la massima serie. Nel 2015 alla prima partecipazione alla massima serie il Newry City vinse il campionato, distanziando il Linfield Ladies di due soli punti. Grazie alla vittoria del campionato il Newry City ha partecipato alla UEFA Women's Champions League nell'edizione 2016-2017, venendo eliminato nella fase a gironi, avendo perso tutte e tre le partite senza segnare alcuna rete.

## Palmarès
- Campionato nordirlandese: 1

2015

## Statistiche

### Partecipazioni alle competizioni europee
| Stagione | Competizione     | Fase          | Avversario   | Risultato | Risultato | Risultato |
| Stagione | Competizione     | Fase          | Avversario   | andata    | ritorno   | aggregato |
| -------- | ---------------- | ------------- | ------------ | --------- | --------- | --------- |
| 2016-17  | Champions League | fase a gironi | Avaldsnes    | 0-11      | 0-11      | 0-11      |
| 2016-17  | Champions League | fase a gironi | PK-35 Vantaa | 0-2       | 0-2       | 0-2       |
| 2016-17  | Champions League | fase a gironi | Benfica      | 0-5       | 0-5       | 0-5       |

## Organico

### Rosa 2016
Rosa e numeri come da sito UEFA.
| N. |                             | Ruolo | Calciatrice       |
| -- | --------------------------- | ----- | ----------------- |
| 1  | Irlanda (bandiera)          | P     | Caoimhe Callaghan |
| 2  | Irlanda del Nord (bandiera) | D     | Amy Mcallister    |
| 3  | Irlanda (bandiera)          | D     | Lisa Mccann       |
| 4  | Irlanda (bandiera)          | D     | Katherine Flood   |
| 5  | Irlanda (bandiera)          | D     | Clara Forbes      |
| 6  | Irlanda del Nord (bandiera) | C     | Emma McMaster     |
| 7  | Irlanda (bandiera)          | C     | Emma Singleton    |
| 8  | Irlanda (bandiera)          | C     | Aoife Lennon      |

| N. |                             | Ruolo | Calciatrice      |
| -- | --------------------------- | ----- | ---------------- |
| 9  | Irlanda del Nord (bandiera) | A     | Megan Weatherall |
| 10 | Irlanda del Nord (bandiera) | A     | Alison McMaster  |
| 11 | Irlanda (bandiera)          | C     | Grace Murray     |
| 12 | Irlanda del Nord (bandiera) | C     | Lauren Redpath   |
| 13 | Irlanda (bandiera)          | P     | Una Pearson      |
| 14 | Irlanda del Nord (bandiera) | D     | Leanne Domican   |
| 15 | Irlanda del Nord (bandiera) | C     | Aoibheann Jones  |
| 16 | Irlanda del Nord (bandiera) | D     | Nicola Clements  |